# James Fergusson (1832-1907)
James Fergusson (né le 14 mars 1832 à Édimbourg, en Écosse et mort le 14 janvier 1907 en Jamaïque) est un administrateur colonial et homme d'État britannique, gouverneur d'Australie-Méridionale de 1869 à 1873 et de Nouvelle-Zélande entre 1873 et 1874.